# Cégep de Sorel-Tracy
Pour les articles homonymes, voir Sorel.
Le Cégep de Sorel-Tracy un collège d'enseignement général et professionnel situé à Sorel-Tracy, au Québec.
Il a divers programmes d'études, dont des programmes préuniversitaires et des formations techniques. Le Cégep de Sorel-Tracy est le premier Cégep public à proposer le programme de Techniques juridiques gratuitement.
Le professeur au programme Environnement, hygiène et sécurité au travail, Marc Olivier, a reçu en 2023 la plus haute distinction lors du Grand RDV annuel de l’Ordre des chimistes du Québec.

## Histoire
Il voit le jour en 1967, l'année de la création des cégeps par le ministère de l'éducation du Québec. D'abord situé à Tracy, il est relocalisé à Sorel puis relocalisé à nouveau à Tracy (maintenant appelé Sorel-Tracy depuis la fusion des deux villes en 2000)[réf. souhaitée].